# سکه‌سازان
جعل کنندگان (به فرانسوی: Les Faux-monnayeurs) که با عنوان"سکه سازان" به فارسی ترجمه شده، نام رمانی از آندره ژیدنویسندهٔ فرانسوی است. حسن هنرمندی در سال ۱۳۳۵، این رمان را به فارسی ترجمه کرد.